# Hôtel Terminus
Hôtel Terminus (od roku 1989 oficiálně Mercure Lyon Centre Château Perrache) je hotel ve francouzském městě Lyon. Nachází se ve druhém městském obvodu na ulici 12 cours de Verdun. Patří společnosti Accor. Od roku 1997 je budova chráněnou kulturní památkou.
Hotel je postaven ve stylu secese, projektoval ho Georges Chedanne. Vyrostl na místě bývalého pivovaru, byl otevřen v roce 1906 a sloužil hostům přijíždějícím do města na nedaleké nádraží Lyon-Perrache.
V letech 1942 a 1943 sídlilo v hotelu gestapo. Represe proti odbojářům řídil „lyonský řezník“ Klaus Barbie. Marcel Ophüls o tomto období natočil dokumentární film Hôtel Terminus.